# 林田川
林田川（はやしだがわ）は、兵庫県南西部を流れる揖保川水系の一級河川。
延長33.394km。管理者は国土交通省と兵庫県（国土交通省直轄管理区間はたつの市龍野町片山字川向492番地先の兵庫県道5号姫路上郡線中井橋から揖保川への合流点まで）。
上流に安富ダム（富栖湖）があり、源流の姫路市安富町関には名勝鹿ヶ壺がある。

## 主な支流
- 安志川（0.6km[1]：姫路市安富町安志より）
- 三森川（1.5km[1]：姫路市安富町三森より）
- 穴部川（1.19km[1]：姫路市林田町山田より）
- 佐見川（3.1km[1]：姫路市林田町奥佐見より）

## 流域の自治体
兵庫県
姫路市、揖保郡太子町、たつの市

## 並行する交通

### 道路
- 兵庫県道430号東河内安富線
- 国道29号
- 兵庫県道435号上伊勢誉田線
- 国道2号
- 兵庫県道437号東觜崎網干停車場線
- 兵庫県道29号網干たつの線

## 主な橋梁
- 真砂橋 - 道29号線
- 林田川橋梁 - ＪＲ山陽本線
- 宮原橋 - 県道437号線
- 林田川橋梁 - 山陽新幹線
- 誉鳩橋 - 県道725号線
- 林田川大橋 - 国道2号線
- 広福橋
- 永久橋 - 国道179号線
- 誉橋
- 林田川橋 - 山陽自動車道
- 林田川橋梁 - ＪＲ姫新線
- 中井橋 - 県道5号線
- 入野沢田橋
- 入野橋
- 神岡橋
- 鳥井橋 - 県道724号線
- 下構橋
- 新町橋 - 県道435号線
- 林田橋 - 国道29号線
- みはた橋
- 八幡橋 - 県道519号線
- 中山下橋
- 不動橋
- 永久橋 - 県道80号線
- 護持越橋
- 植塩橋
- 新長野橋
- 林田川橋 - 中国縦貫道
- 三幡橋 - 県道23号線
- 大町橋
- 角屋橋
- 末広橋
- 富栖橋
- 梅中橋 - 県道430号線

## 水質改善の取組み
林田川流域は古くから皮革産業が発達していたが、昭和30年頃より小規模な皮革工場の新設・増設が急速に増加し、これらの工場からの排水によって林田川及び下流で合流する揖保川が極度に汚染され全国でも指折りの汚れた川になってしまった。兵庫県、たつの市・姫路市をはじめとする流域自治体は専用排水路や処理場の設置、河川清掃などを公共事業として行い、その結果平成期にはアユの遡上が確認できるまで劇的な水質改善を果たした。